# Scienza del valore
La scienza del valore è una creazione del filosofo Robert S. Hartman, che tenta di chiarire formalmente la teoria del valore usando sia la logica formale sia quella simbolica. 

## Fondamenti
Il principio fondamentale, che funziona da assioma e può essere affermato nella logica simbolica, è che una cosa è buona nella misura in cui esemplifica il suo concetto. Per dirla in altro modo, "una cosa è buona se ha tutte le sue proprietà descrittive". Ciò significa, secondo Hartman, che la cosa buona ha un nome, che il nome ha un significato definito da un insieme di proprietà, e che la cosa possiede tutte le proprietà dell'insieme. Una cosa che non soddisfa la sua definizione è cattiva (brutta, miserabile, terribile). Un'auto, per definizione, ha i freni. Un'auto che accelera quando vengono azionati i freni è un'auto terribile, poiché un'auto per definizione deve avere i freni. Un cavallo, se lo chiamassimo un'auto, sarebbe un'auto ancora peggiore, con meno proprietà di un'auto. Il nome che diamo alle cose è molto importante: stabilisce la norma per come le giudichiamo. 
Hartman introduce tre dimensioni base per il valore: sistemica, estrinseca e intrinseca per insiemi di proprietà: la perfezione è per il valore sistemico quello che bontà è per il valore estrinseco e quello che l'unicità è per il valore intrinseco, ciascuno con la propria cardinalità: finito, {\displaystyle \aleph _{0}} e {\displaystyle \aleph _{1}}. In pratica, i termini "buono" e "cattivo" si applicano a insiemi finiti di proprietà, poiché questo è l'unico caso in cui esiste un rapporto tra il numero totale di proprietà desiderate e il numero di tali proprietà possedute da un oggetto da valutare. (Nel caso in cui il numero di proprietà sia numericamente infinito, si tiene conto della dimensione estrinseca del valore, dell'esposizione e della mera definizione di un concetto specifico.) 
Hartman quantifica questa nozione in base al principio secondo cui ogni proprietà della cosa vale tanto quanto qualunque altra proprietà, a seconda del livello di astrazione. Quindi, se una cosa ha n proprietà, ognuna di esse - se allo stesso livello di astrazione - vale in proporzione n−1 . . In altre parole, un'auto che ha i freni ha lo stesso valore di una che ha un tappo di benzina, purché sia i freni sia il tappo di benzina facciano entrambi parte della definizione di "auto". Dal momento che un tappo della benzina non fa normalmente parte della definizione di un'auto, il tappo non avrebbe alcun peso nella definizione del suo valore. I fari potrebbero essere pesati due volte, una volta o per niente a seconda di come appaiono i fari nella descrizione di un'auto. Dato un insieme finito di n proprietà, una cosa è buona se si ritiene che abbia tutte le proprietà, giusta se ne ha più di n / 2, media se ne ha esattamente n / 2 di loro, e cattiva se ne ha meno di n / 2. 